# Néoruraux
| |  |  |
| Cartes montrant les parts de la population urbaine et rurale dans le monde en 1950 et 2022. Depuis 2008, plus de la moitié de la population mondiale est urbaine. Pourtant, sans connaître la croissance des populations urbaines, les populations rurales continuent d'augmenter à l'échelle de la planète, particulièrement dans les pays du Sud qui concentrent 90 % de ces populations. La situation du monde rural se révèle complexe et diversifiée, ce qui implique de réinterroger les effets de l'exode rural et urbain. « Dans les sociétés développées où dominent les populations littoralisées et urbanisées, on note la montée en puissance de la fonction résidentielle, c’est-à-dire un retour ou plutôt un départ croissant de populations qui viennent en milieu rural pour y résider bien plus que pour y travailler ». |  |  |

Les néoruraux, orthographiés aussi néo-ruraux, sont les citadins ayant décidé de partir s'installer en zone rurale. Le néoruralisme désigne ce mouvement porteur de ces pratiques et représentations en faveur des conditions de vie rurales. Depuis la fin de l'exode rural dans les années 1970, ce terme est utilisé par les sociologues et les géographes français pour désigner les personnes qui font le choix d'une installation à la campagne en gardant un habitus citadin. Il faut distinguer les néoruraux des périurbains, qui résident à l'extérieur de la ville tout en continuant d'y travailler. Certains néoruraux font aussi le choix d'une installation dans le rural isolé (ou rural profond, ou espace hyper-rural).
Ces populations reconstruisent non pas le bocage des agriculteurs mais un néobocage destiné à embellir les lotissements résidentiels des communes rurales ou des zones périurbaines. D'abord fait de haies de résineux (qualifiées de « béton vert » ou « mur vert »), il se compose aujourd'hui d'espèces de plus en plus variées, sans remplacer les haies bocagères traditionnelles.

## De l'exode rural aux néoruraux

### Espace rural de moins en moins agricole
Alors que dans les années 1950, l'agriculture constituait la fonction économique dominante et structurante des espaces ruraux en France : avec 48 % des ménages ruraux en 1962, les agriculteurs étaient fortement représentés dans les instances décisionnelles locales et structuraient les sociétés rurales. Aujourd'hui, ils ne représentent plus qu'environ 8 % de la population rurale.

### Fin d'un exode rural
Dans la plupart des pays d’Europe, la population rurale a diminué depuis plus d’un siècle. On observe aujourd’hui dans nombre d’entre eux une croissance de cette population, accompagnée parfois d’une décroissance ou d’une stabilisation de celle des petites villes. En France, la population rurale s'est mise de nouveau à croître après 1975 et n'a pas cessé de progresser puisque de 1975 à 1990, la France rurale a gagné 1,5 million d’habitants, soit une croissance de 12 %[réf. nécessaire].

## Néoruraux en France
Le terme de néo-ruraux a été forgé par l'administration, au milieu des années 1970, à la suite des mouvements sociaux de 1968 dans le monde. L'institut de sondage Ipsos utilise la définition suivante pour qualifier les néoruraux :
- Habitant actuellement une commune rurale de moins de 2 000 habitants ;
- Résidant dans cette commune depuis moins de 5 ans ;
- Ayant leur précédent domicile dans une commune de plus de 2 000 habitants et située à plus de 50 km de leur commune d'habitat actuelle.

Selon une étude Ipsos (publiée en 2003), ces néoruraux représenteraient environ 2 millions de personnes (4,2 % de la population de plus de 15 ans).

### Qui sont les néoruraux?
Selon une étude menée dans le cadre du GAL Cévennes en 2003 croisée avec une étude menée en octobre 2002 auprès d'un échantillon de 500 élus nationaux, on sait qu'ils sont jeunes : 46 % ont entre 25 et 34 ans alors que cette classe d’âge représente 19 % dans la population nationale. Ils appartiennent pour la plupart à des catégories socioprofessionnelles modestes, mais ont cependant un niveau de formation qui suit celui de la moyenne nationale.

### Vagues d'installation
Catherine Rouvière, autrice du livre Retourner à la terre (éditions PUR), estime que c'est dans l'immédiat après-68 que les premiers néoruraux commencèrent à s'installer dans les villages et fermes désertés du sud de la France. Ces nouveaux habitants de la campagne étaient alors en majorité des Hippies et des révolutionnaires de mai 68 souhaitant créer une nouvelle société en dehors des valeurs du monde capitaliste et consumériste. Après ces Soixante-huitards, quatre autres vagues d'installation eurent lieu :
1. La vague post-1973, plus écologiste que révolutionnaire ;
2. La vague post-1985 qui concernait des citadins (enseignants, infirmiers, etc.) cherchant à quitter la ville pour changer de mode de vie sans toutefois opérer de reconversion professionnelle ;
3. La vague post-1995 qui concernait des personnes précaires ;
4. La vague post-2005, plus politisée et renouant avec un discours radical de changement de société (altermondialistes, jeunes écologistes, etc.)[9].

### Motivations
Selon Ipsos, les motivations d'installation des néoruraux sont les suivantes :
- bénéficier d'une meilleure qualité de vie (95 %),
- prendre un nouveau départ (38 %),
- retrouver ses racines familiales (25 %),
- vivre dans une région que l'on aime (24 %),
- participer au renouvellement et développement du milieu rural (14 %).

### Apports
La contribution à la vie des services de proximité et l’apport plus général de vie dans la commune et les associations sont considérés à parts égales par les maires (76 %) comme les deux avantages essentiels que procurent aux communes rurales l'installation de nouveaux citadins. Par contre, les néoruraux reconnaissent également comme principal avantage cet apport de vie (62 %) mais 53 % insistent ensuite sur l'apport économique que les nouveaux habitants peuvent apporter aux communes en y créant ou en y reprenant une activité. Un aspect, au contraire, peu valorisé par les maires (13 %).

### Position des autochtones
Les néoruraux, sur la base de leur vécu, estiment à 56 % que les habitants de leur commune sont favorables au fait que des citadins viennent s'y installer, 30 % pensent qu'ils sont plutôt neutres et seuls 13 % déclarent qu'ils y sont plutôt opposés.
Même s'ils sont un peu plus nuancés, les maires partagent le même sentiment. Ils déclarent en effet que les habitants de leur commune sont soit favorables (53 %) soit neutres (36 %) à ce phénomène.
Ces résultats montrent finalement qu'aujourd'hui un habitant de zone rurale sur deux exprime une attitude positive à l'arrivée de citadins dans sa commune, ce qui représente un facteur très positif, surtout lorsqu'on pense aux fortes demandes d'intégration exprimées par les néoruraux.

### Néoruraux néerlandais et britanniques en France
On assiste depuis quelques années à l'installation en France d'une population néorurale d'origine hollandaise ou britannique, attirée par les faibles prix de l'immobilier et la qualité de vie.
Ainsi, en 2004, environ 100 000 Britanniques avaient installé leur résidence principale en France, dont une forte proportion en zone rurale.

### Exemple de l'Ariège
À partir de Mai 68, et dans les années 1970, l'Ariège est un des territoires privilégiés par les néoruraux, surtout ceux en quête d'un mode de vie alternatif. France Régions 3 leur consacre un reportage en 1982.
Un article de 1984 indique qu'ils seraient entre 1 500 et 2 000 dans le Couserans et le Plautaurel. Le « retour à la terre » et le rejet du système capitaliste sont parmi les moteurs importants de la décision de s'installer dans ce territoire rural. Beaucoup optent pour l'élevage ovin. Les communautés créées éclatent cependant rapidement, il n'en reste qu'une en 1980.
Dans le Séronnais, l'arrivée de néo-ruraux pour des raisons de précarité économique s'opère dès les années 1980. Dans les années 1990, ce sont surtout des jeunes de banlieue qui émigrent sur le territoire.
Une enquête ethnographique réalisée entre 2013 et 2016 indique que la majorité des individus adoptant un mode de vie alternatif en Ariège n'est pas issue de la région. Parmi leurs objectifs et leurs pratiques, on retrouve la volonté d'être autonome pour les besoins de base et de peu consommer, une activité économique principalement agricole et artisanale et la mise en avant du concept de « do it yourself ». Les pratiques alternatives, notamment en termes d'habitat, sont rendues possibles par une bonne connaissance de la situation locale et un ancrage dans des réseaux de proximité (travail dans la commune, aide aux voisins, etc). 
En effet, les néo-ruraux ne possèdent pas ou peu de capital d'autochtonie à leur arrivée sur le nouveau territoire : ils ne sont pas intégrés dans des réseaux de sociabilité locaux. Se faire apprécier du voisinage et participer à la vie de la communauté est alors important pour compenser ce manque et réussir son installation.
Déjà présente depuis les premières vagues d'installation des néo-ruraux, l'Ariège conserve une image de territoire contestataire, une « terre de marge », propice à l’expérimentation,.